# Reguliersbreestraat
De Reguliersbreestraat is een straat  in Amsterdam tussen het Muntplein en het Rembrandtplein. De straat is genoemd naar het Reguliersklooster (1394-1532). Dit klooster stond ter hoogte van de latere Keizersgracht buiten de toenmalige stadspoort de Regulierspoort, waarvan de Regulierstoren of zoals hij nu genoemd wordt: de Munttoren nog een restant is.
In de Reguliersbreestraat is sinds 1921 het Tuschinski Theater gevestigd waarvoor   de Duvelshoek moest wijken. Voorts bevindt zich hier de voormalige Cineac (nu restaurant en club), ontworpen door Jan Duiker. Op Reguliersbreestraat 1 staat een gebouw ontworpen door Evert Breman. Nummer 49 is het geboortehuis van de Nederlandse schrijver Nescio.
De tramlijnen 4 en 14 rijden door de Reguliersbreestraat.
Tot 1985 was de straat een eenrichtingsstraat toegankelijk voor auto's en trams in de richting van het Rembrandtplein. In de andere richting werd gereden via de Amstel. Daarna werd het een voetgangersstraat met tramverkeer in beide richtingen. Het autoverkeer ging voortaan in beide richtingen via de Amstel.
Met het vertrek van tal van winkels waar bewoners wat aan hadden, zoals onder andere de HEMA, de Etos en  de AKO, is de Reguliersbreestraat een anonieme toeristenstraat geworden.

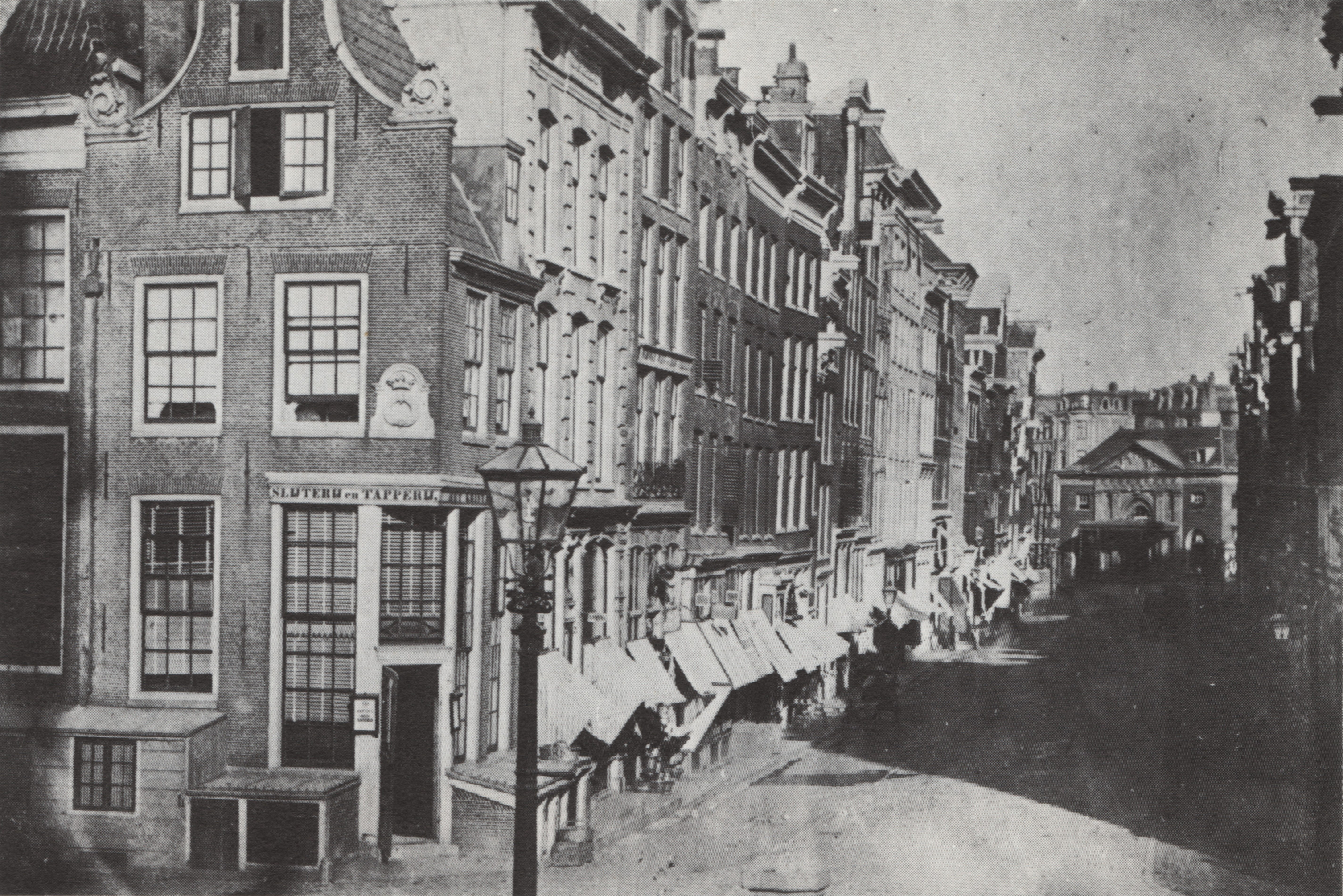
De Reguliersbreestraat rond 1870, met aan het einde de Boterwaag op het Rembrandtplein (toen Botermarkt).